# Giải bóng đá hạng nhất quốc gia Bỉ 1989–90
Mùa giải 1989–90 của Giải bóng đá hạng nhất quốc gia Bỉ là mùa giải thứ 87 kể từ khi thành lập: có sự tham gia của 18 đội, và Club Brugge K.V. giành chức vô địch, trong khi K.S.K. Beveren và K.R.C. Mechelen bị xuống hạng.

## Bảng xếp hạng
| Vị thứ | Đội bóng                       | St | T  | H  | B  | BT | BB | Đ  | HS  | Ghi chú                                       |
| ------ | ------------------------------ | -- | -- | -- | -- | -- | -- | -- | --- | --------------------------------------------- |
| 1      | Club Brugge K.V.               | 34 | 25 | 7  | 2  | 76 | 19 | 57 | +57 | Tham gia 1990-91 European Cup.                |
| 2      | R.S.C. Anderlecht              | 34 | 24 | 5  | 5  | 76 | 21 | 53 | +55 | Tham gia 1990-91 UEFA Cup.                    |
| 3      | KV Mechelen                    | 34 | 19 | 12 | 3  | 65 | 14 | 50 | +51 | Tham gia 1990-91 UEFA Cup.                    |
| 4      | Royal Antwerp FC               | 34 | 15 | 13 | 6  | 63 | 32 | 43 | +31 | Tham gia 1990-91 UEFA Cup.                    |
| 5      | Standard Liège                 | 34 | 16 | 10 | 8  | 54 | 33 | 42 | +21 |                                               |
| 6      | K.A.A. Gent                    | 34 | 12 | 12 | 10 | 46 | 38 | 36 | +8  |                                               |
| 7      | K.V. Kortrijk                  | 34 | 13 | 7  | 14 | 39 | 46 | 33 | -7  |                                               |
| 8      | K. Beerschot V.A.C.            | 34 | 11 | 10 | 13 | 34 | 47 | 32 | -13 |                                               |
| 9      | Cercle Brugge K.S.V.           | 34 | 12 | 7  | 15 | 46 | 47 | 31 | -1  |                                               |
| 10     | Lierse S.K.                    | 34 | 11 | 6  | 17 | 42 | 66 | 28 | -24 |                                               |
| 11     | K.S.C. Lokeren Oost-Vlaanderen | 34 | 9  | 10 | 15 | 34 | 66 | 28 | -32 |                                               |
| 12     | R.F.C. de Liège                | 34 | 8  | 12 | 14 | 35 | 45 | 28 | -10 | Tham gia 1990-91 European Cup Winners' Cup.   |
| 13     | Germinal Ekeren                | 34 | 10 | 7  | 17 | 38 | 52 | 27 | -14 |                                               |
| 14     | R. Charleroi S.C.              | 34 | 9  | 9  | 16 | 41 | 56 | 27 | -15 |                                               |
| 15     | K. Sint-Truidense V.V.         | 34 | 8  | 11 | 15 | 25 | 45 | 27 | -20 |                                               |
| 16     | K.S.V. Waregem                 | 34 | 8  | 9  | 17 | 35 | 64 | 25 | -29 |                                               |
| 17     | K.S.K. Beveren                 | 34 | 8  | 8  | 18 | 31 | 57 | 24 | -26 | Xuống hạng Giải bóng đá hạng nhì quốc gia Bỉ. |
| 18     | K.R.C. Mechelen                | 34 | 5  | 11 | 18 | 29 | 61 | 21 | -32 | Xuống hạng Giải bóng đá hạng nhì quốc gia Bỉ. |

## Danh sách ghi bàn
| Cầu thủ             | Số bàn thắng | Đội bóng      |
| ------------------- | ------------ | ------------- |
| Frank Farina        | 24           | Club Brugge   |
| Marc Degryse        | 18           | Anderlecht    |
| John Bosman         | 16           | Mechelen      |
| Nico Claesen        | 16           | Royal Antwerp |
| Marc Van Der Linden | 15           | Royal Antwerp |
| Jan Ceulemans       | 15           | Club Brugge   |
| Eric Viscaal        | 14           | Lierse        |